# 驪州駅 (鉄道庁)
驪州駅（ヨジュえき）は、大韓民国京畿道驪州市にあった水驪線の駅である。

## 歴史
- 1931年12月1日 - 開通[1]。
- 1972年3月31日 - 廃止[2]。